# طلوسه
طلوسه (به عربی: طلوسة) یک منطقهٔ مسکونی در لبنان است که در شهرستان مرجعیون واقع شده‌است.
 طلوسه   ۵۲۰ متر بالاتر از سطح دریا واقع شده‌است.